# Karl Malden
Karl Malden, właśc. Mladen George Sekulovich, serb. Младен Ђорђе Секуловић (ur. 22 marca 1912 w Chicago, zm. 1 lipca 2009 w Los Angeles) – amerykański aktor filmowy pochodzenia serbsko-czeskiego. Laureat Oscara za drugoplanową rolę w filmie Tramwaj zwany pożądaniem (1951; reż. Elia Kazan).

## Młodość
Ojciec aktora, Petar Sekulović (1886-1975) był Serbem urodzonym w Bileci; na początku XX wieku wyemigrował do Chicago. Tam ożenił się z Minnie Seberą (1892-1995), robotnicą z fabryki tekstylnej, z pochodzenia Czeszką. Karl, najstarszy z trójki braci, urodził się w Chicago, choć dzieciństwo i młodość spędził w hutniczym miasteczku Gary w stanie Indiana. Po ukończeniu Emerson High School w Gary pracował z ojcem w tamtejszej fabryce stali. Jednak po kilku latach porzucił pracę, by poświęcić się aktorstwu. Ukończył Goodman School of Drama na Uniwersytecie DePaul.

## Kariera aktorska
Do filmu trafił w 1940 mając już za sobą doświadczenia jako aktor teatralny. Jego kariera rozwinęła się w latach 50., kiedy to zagrał swoje najważniejsze role w filmach Elii Kazana. W 1952 otrzymał swojego jedynego w karierze Oscara dla najlepszego aktora drugoplanowego za rolę w filmie Tramwaj zwany pożądaniem (1951). W 1955 otrzymał nominację w tej samej kategorii za rolę w kolejnym filmie Kazana Na nabrzeżach (1954). W filmie Baby Doll z 1956 Kazan powierzył Maldenowi główną rolę, która przyniosła mu tym razem nominację do Złotego Globu. Później Malden i Kazan na filmowym planie już się nie spotkali. W tym okresie zagrał również w uznanym dramacie kryminalnym Alfreda Hitchcocka pt. Wyznaję (1953). Znany jako „mężczyzna z wielkim nosem” grywał zwykle bohaterów drugoplanowych o despotycznych skłonnościach, brutalnych, ale w gruncie rzeczy uczciwych. Kolejnymi znaczącymi filmami w jego karierze były m.in. westerny: Drzewo powieszonych (1959), Dwa oblicza zemsty (1961), Jak zdobywano Dziki Zachód (1962), Jesień Czejenów (1964), Nevada Smith (1966), Zawadiaki (1971); a także obsypany nagrodami dramat Johna Frankenheimera Ptasznik z Alcatraz (1962) oraz głośny film biograficzny Patton (1970), w którym wcielił się w postać gen. Omara Bradleya. Dużą popularność przyniosła mu rola detektywa Mike’a Stone’a w serialu kryminalnym Ulice San Francisco (1972-77). Otrzymał za nią nominację do Złotego Globu (w 1976) oraz 4 nominacje do nagrody Emmy (w latach 1974–1977). Po raz ostatni pojawił się na ekranie w 2000 roku w jednym z odcinków serialu Prezydencki poker.
W latach 1989–1992 był przewodniczącym Amerykańskiej Akademii Sztuki i Wiedzy Filmowej.

## Życie prywatne
Żoną Karla Maldena była od 18 grudnia 1938 Mona Greenberg (1917-2019). Mieli dwie córki: Mila i Carla (ur. 1953). Małżeństwo Maldena przeszło do legendy, było jednym z najdłuższych i najbardziej udanych w historii Hollywood. 18 grudnia 2008 Karl Malden i Mona Greenberg obchodzili 70. rocznicę ślubu. Aktor zmarł pół roku później. Ich związek trwał 70 lat i 195 dni.
Malden zmarł z przyczyn naturalnych w wieku 97 lat w swoim domu w dzielnicy Brentwood w Los Angeles. Mona przeżyła go o 10 lat, zmarła 13 lipca 2019 w wieku 102 lat. Oboje są pochowani na Westwood Village Memorial Park Cemetery w Los Angeles.
Aktor posiada swoją gwiazdę w Hollywoodzkiej Alej Sławy przy 6231 Hollywood Boulevard.
W 1997 opublikował swoją autobiografię pt. When Do I Start?, którą napisał wspólnie z córką Carlą.

## Filmografia

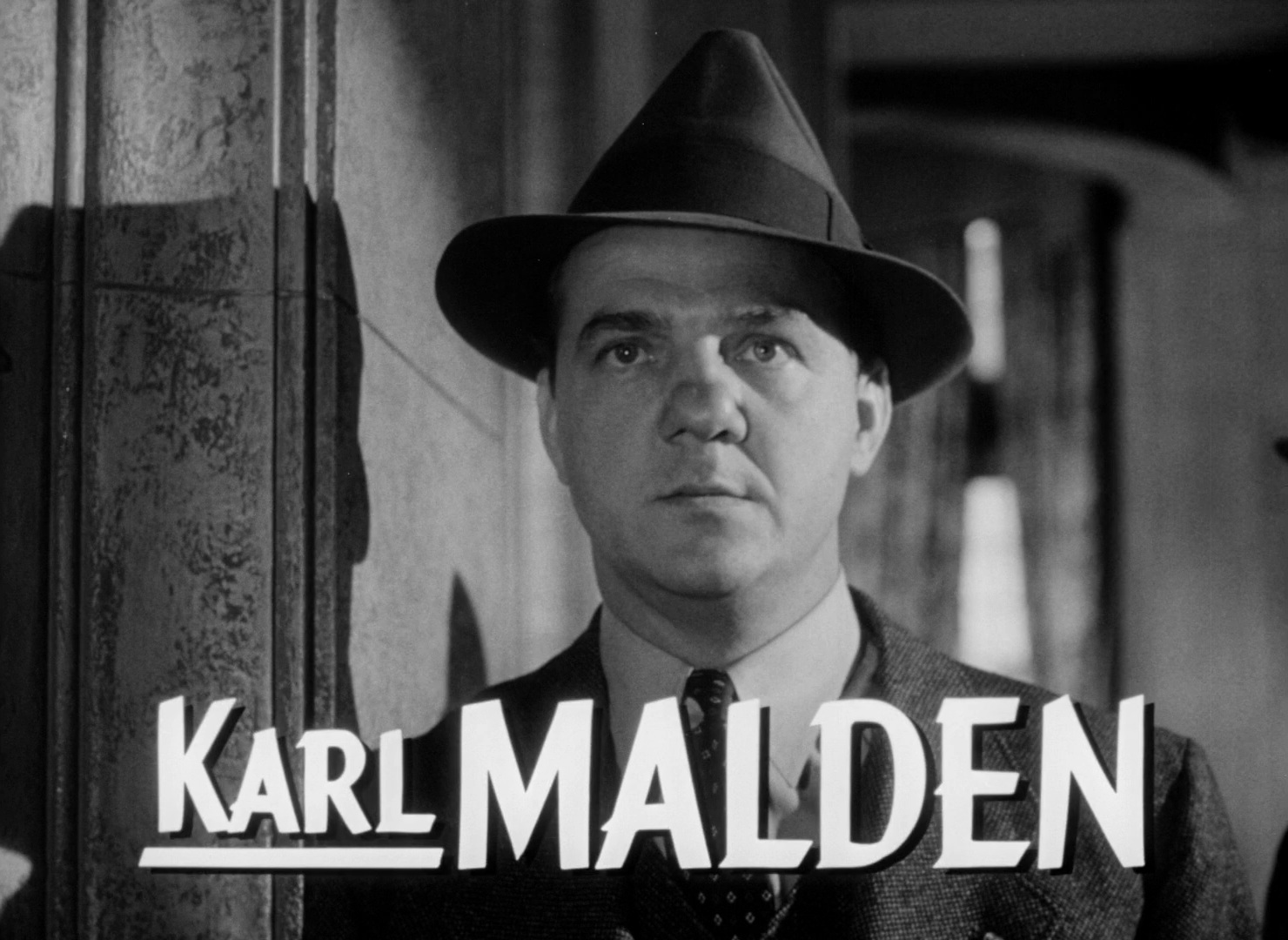
Kadr z filmu Wyznaję (1953)

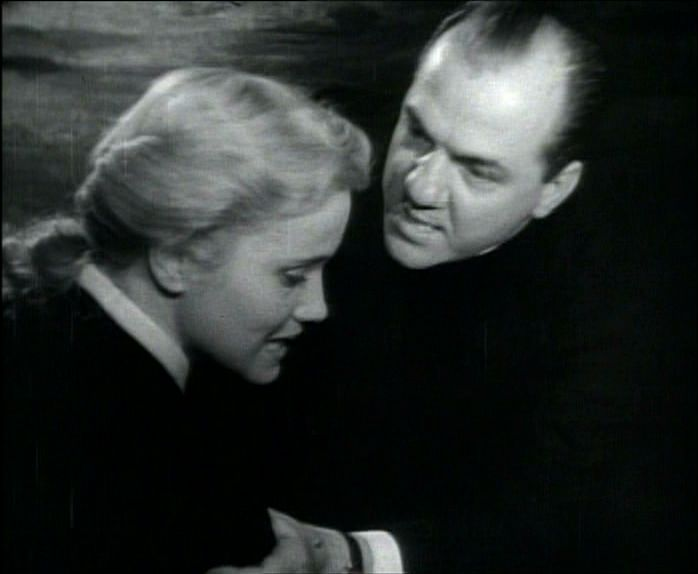
Z Evą Marie Saint w scenie z filmu Na nabrzeżach (1954)

- They Knew What They Wanted (1940) jako Red (filmowy debiut)
- Bumerang (1947) jako detektyw porucznik White
- Pocałunek śmierci (1947) jako sierżant Cullen
- Jim Ringo Rewolwerowiec (1950) jako Mac
- Na krawędzi prawa (1950) jako detektyw porucznik Thomas
- Przeklęte wzgórza (1950) jako Doc
- Tramwaj zwany pożądaniem (1951) jako Harold „Mitch” Mitchell
- Ruby Gentry (1952) jako Jim Gentry
- Kurier dyplomatyczny (1952) jako sierżant Ernie Guelvada
- Wyznaję (1953) jako inspektor Larrue
- Na nabrzeżach (1954) jako o. Barry
- Baby Doll (1956) jako Archie Lee Meighan
- Bombowce B-52 (1957) jako sierżant Chuck V. Brennan
- Drzewo powieszonych (1959) jako Frenchy Plante
- Pollyanna (1960) jako pastor Paul Ford
- Dwa oblicza zemsty (1961) jako szeryf Dad Longworth
- Wszystkie mu ulegają (1962) jako Ralph Willart
- Cyganka (1962) jako Herbie Sommers
- Ptasznik z Alcatraz (1962) jako Harvey Shoemaker
- Jak zdobywano Dziki Zachód (1962) jako Zebulon Prescott
- Jesień Czejenów (1964) jako kpt. Oscar Wessels
- Kto leży w moim grobie? (1964) jako sierżant Jim Hobbson
- Cincinnati Kid (1965) jako Shooter
- Nevada Smith (1966) jako Tom Fitch
- Hotel (1967) jako Keycase Milne
- Mózg za miliard dolarów (1967) jako Leo Newbigen
- Gorące miliony (1968) jako Carlton J. Klemper
- Patton (1970) jako gen. Omar Bradley
- Zawadiaki (1971) jako Walter Buckman
- Kot o dziewięciu ogonach (1971) jako Franco Arno
- Ulice San Francisco (1972-77; serial TV) jako Mike Stone
- Po tragedii Posejdona (1979) jako Wilbur Hubbard
- Meteor (1979) jako Harry Sherwood
- Żądło II (1983) jako Gus Macalinski
- Alicja w Krainie Czarów (1985) jako Mors
- Wariatka (1987) jako Arthur Kirk
- Powrót na ulice San Francisco (1992) jako Mike Stone
- Prezydencki poker (1999-2006; serial TV) jako wielebny Thomas Cavanaugh (gościnnie w odc. 14. z 2000 roku)

## Nagrody
- Nagroda Akademii Filmowej Najlepszy aktor drugoplanowy: 1952 Tramwaj zwany pożądaniem
- Nagroda Emmy Najlepszy aktor drugoplanowy w miniserialu lub filmie telewizyjnym: 1985 Fatal Vision
- Nagroda Gildii Aktorów Ekranowych 2004 Nagroda za Osiągnięcia Życia